# Comté de Hastings
Le comté de Hastings est un comté situé dans la province de l'Ontario au Canada. Le siège du comté est à Belleville, et la population totale s'élève à 136 445 habitants en 2016. Les premières frontières sont établies en 1792.

## Municipalités
Le comté est subdivisé en quatorze entités municipales, qui prennent le nom de ville, de municipalité ou de canton.
- Ville de Bancroft
- Ville de Deseronto
- Municipalité de Centre Hastings
- Municipalité de Hastings Highlands
- Municipalité de Tweed
- Municipalité de Marmora and Lake
- Canton de Carlow/Mayo
- Canton de Faraday
- Canton de Limerick
- Canton de Madoc
- Canton de Stirling-Rawdon
- Canton de Tudor and Cashel
- Canton de Tyendinaga
- Canton de Wollaston

Le réserve autochtone de Tyendinaga est géographiquement située à l'intérieur du comté, mais n'en fait pas administrativement partie.

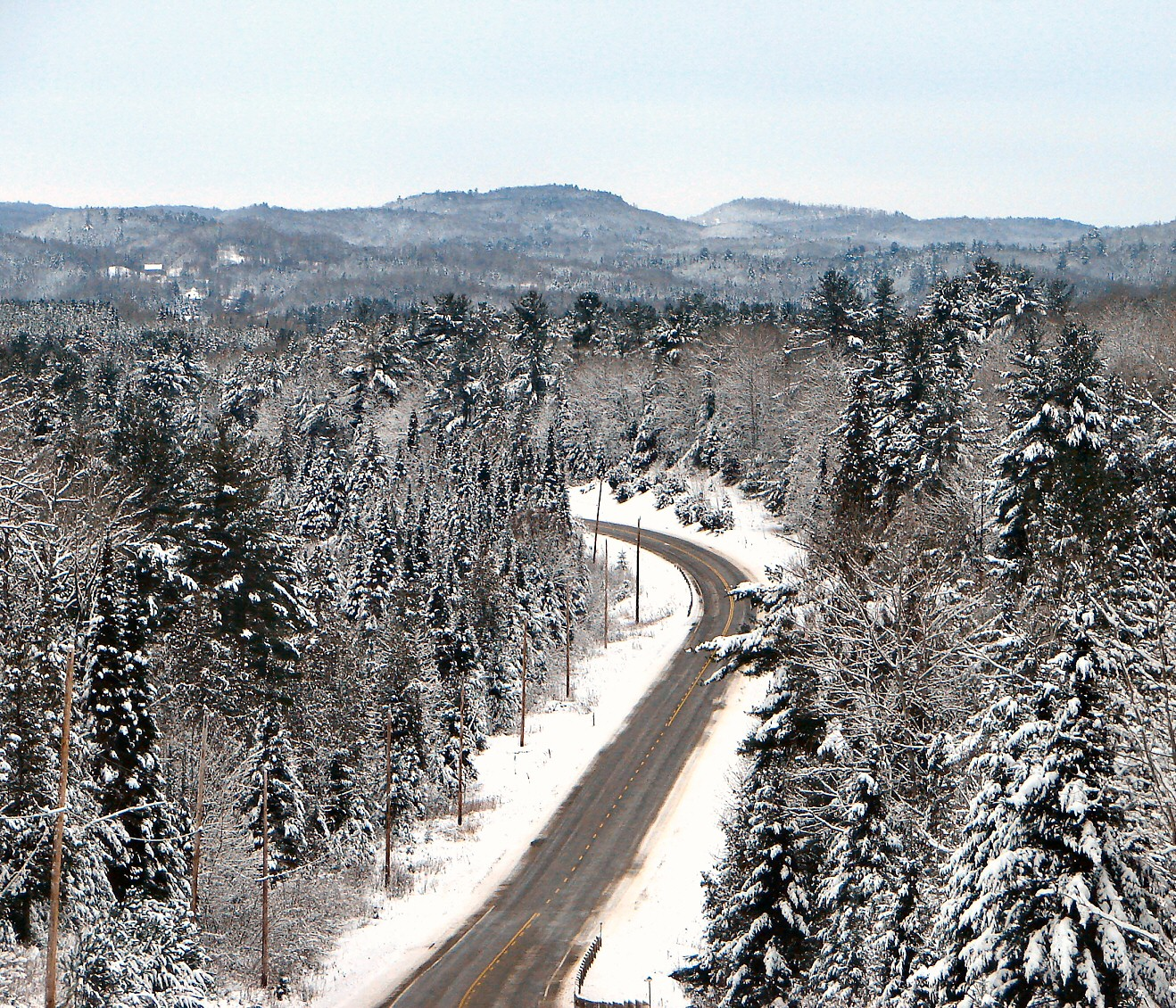
La partie nord du comté de Hastings est caractérisée par le paysage accidenté des collines Opeongo.